# Palaniappan Chidambaram

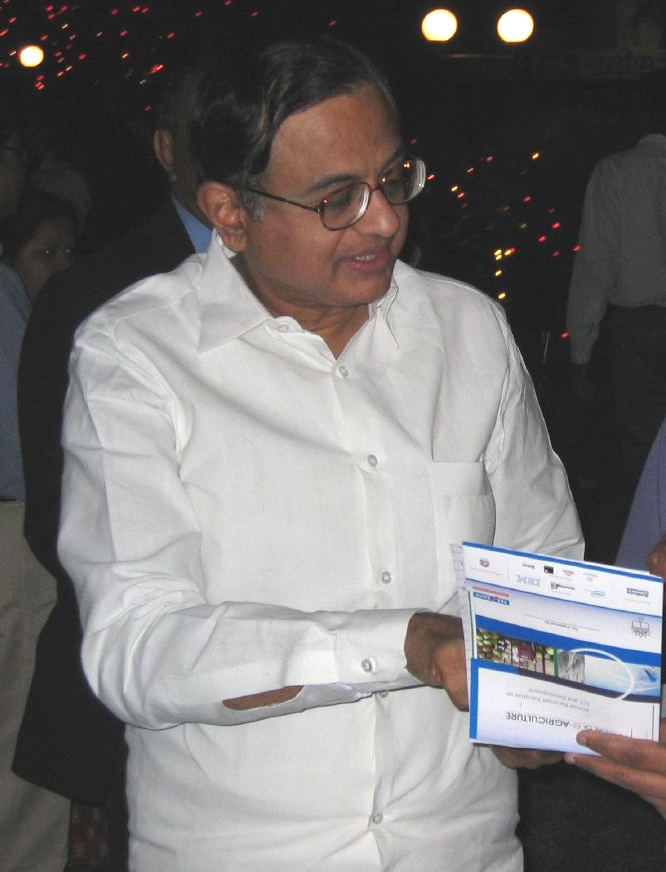
Palaniappan Chidambaram, le 11 mars 2006.

Palaniappan Chidambaram (né le 16 septembre 1945 à Sivaganga en Inde), est un homme politique socialiste indien. Membre du Parti du Congrès. Ministre des Finances de 1996 à 1998 et du 23 mai 2004 à novembre 2008. Il est ministre de l'intérieur de l'Inde depuis novembre 2008.
Il est marié à Nalini Chidambaram avec qui il a un garçon.